# Colinas do Tocantins
Colinas do Tocantins – miasto i gmina w Brazylii, w stanie Tocantins. Znajduje się w mezoregionie Ocidental do Tocantins i mikroregionie Araguaína, 274 km od stolicy stanu, Palmas.